# 因胡爾河

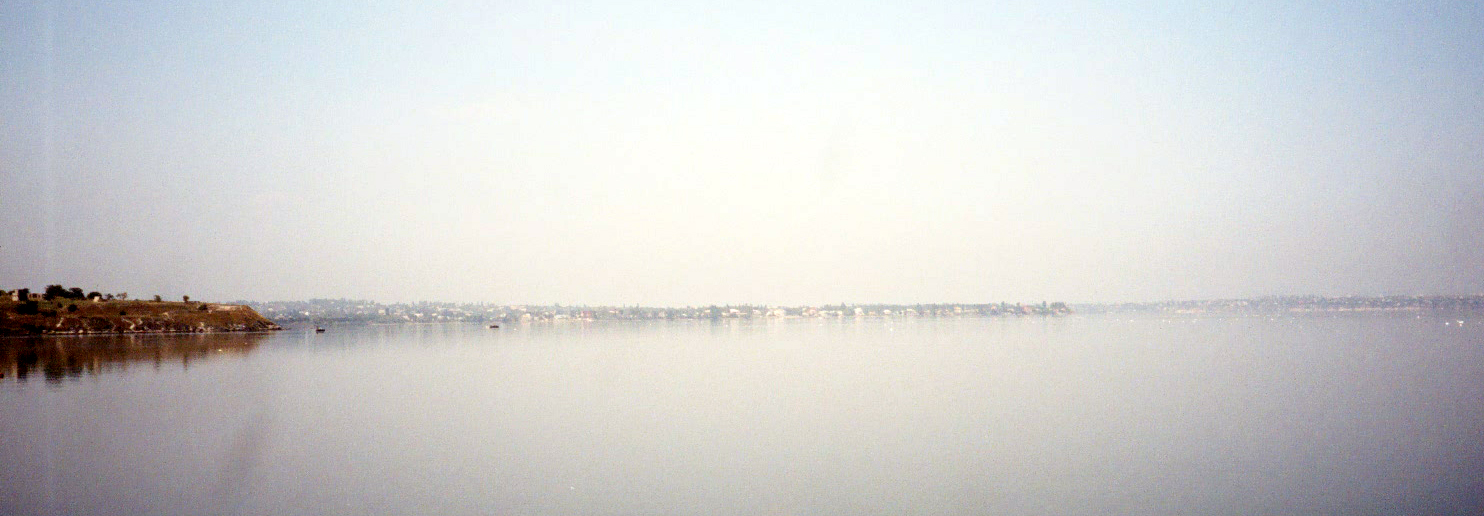

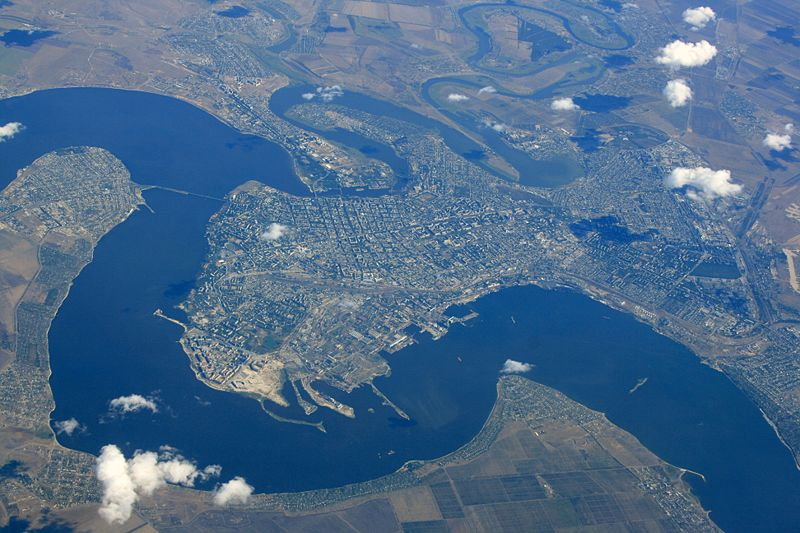
南布格河與因胡尔河於尼古拉耶夫匯流

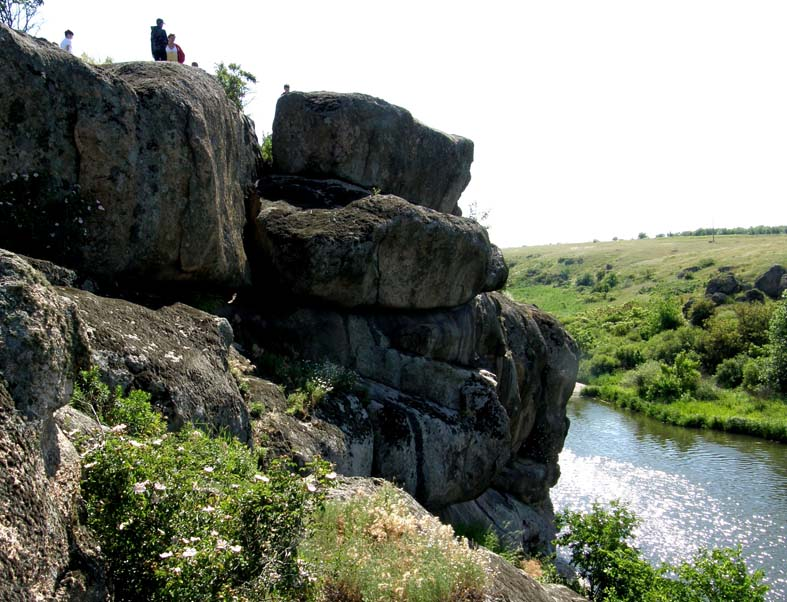

因胡尔河（羅馬化：Inhul），又按俄语名读音译为因古爾河，是烏克蘭的河流，屬於南布格河的左支流，河道全長354公里，集水區面積9,890平方公里，發源自第聶伯高地，河畔城鎮有克羅皮夫尼茨基，流域涵蓋部分的基洛夫格勒州與部分的尼古拉耶夫州。

## 水文学
因胡尔河全长354公里，流域面积9890平方公里 。因胡尔河上游河道狭窄蜿蜒；在Kostichi和Vynogradivka村之间的河段较为平缓。在中游，因胡尔河宽度扩大到30米，而在下游则有80米甚至更多。河水深度多为0.7—1.2m，最大可达1.5m。流速约0.5 m/s (1.8 km/h)。河谷全长近乎梯形，宽达4公里，河谷深可达60米。坡度为0.41米/公里。

## 外部連結
- Експедиція річкою Інгул（页面存档备份，存于）.
- Інгул, що причаївся.
- （俄文） Река Ингул (Великий Ингул)（页面存档备份，存于）.
- Інгул（页面存档备份，存于）